# Викерс, Дуглас
Дуглас Викерс (англ. Douglas Vickers; 24 июля 1861 — 23 ноября 1937) — британский политик и управленец.

## Биография
Родился в 1861 году в Шеффилде, в семье полковника Томаса Викерса (1833—1915) и Фрэнсис Мэри Дуглас (1841—1904). Внук основателя Vickers Limited Эдварда Викерса.
В 1897 году стал директором семейной фирмы. В 1908 году получил должность мастер-катлер (мастер-резчик) Шеффилда. В 1918 году сменил своего дядю в должности председателя Vickers Ltd. и руководил фирмой до выхода на пенсию в 1926, когда Vickers Linited была объединена с Armstrong Whitworth, превратившись в Vickers-Armstrongs.
С 1918 по 1922 год Викерс представлял округ Шеффилд Холлам в Палате общин.

## Личная жизнь
Был женат на Катарине Аделаиде Четвинд (1862—1944), внучке 6-го виконта Четвинда. У них родилось 4 детей:
- Оливер Генри Дуглас (1898—1928) — в браке с Барбарой Кэтлин Уоллес.
- Фелисити Ида Викерс (1901—1901)
- Шолто Дуглас Викерс (1902—1939) — женился на княжне Ольге Александровне Голицыной (1903—1955), сестре А. А. Голицына и свояченице Василия Александровича Романова.
  - Внук — Александр Дункан Николас Викерс (1930—1986)
- Ангус Дуглас Викерс (1904—1990) — офицер британской армии, женат на Филис Мод Фрэнсис.